# ソチェタ・アエロナウティカ・イタリアーナ・アンブロジーニ
ソチェタ・アエロナウティカ・イタリアーナ・アンブロジーニ (Società Aeronautica Italiana Ambrosini) は 「SAI アンブロジーニ」としてよく知られている、イタリアの航空機製造会社で「ソチェタ・アエロナウティカ・イタリアーナ」として発足し1934年にアンブロジーニ・グループに加わった。
企業の活動は1922年から行われており、同年ペルージャ県のトラジメーノ湖にあるパッシニャーノ・スル・トラジメーノにおいてアンジェロ・アンブロジーニにより創設された。

## 航空機
- SAIアンブロジーニ S.S.4
- SAIアンブロジーニ 207
- SAIアンブロジーニ S.7

### 実験機
- アンブロジーニ サジッタリオ

## 現状
2003年、ジョヴァンニ・セバスティアーノとジャン・ルーカのジャンノティ兄弟により設立されたテクノロジエ・ダヴァングアルディーア (T.A. Tecnologie d'Avanguardia) 社は、SAIアンブロジーニ印の利用権を強調しつつ、アンジェロ・アンブロジーニの会社で使用されていた設備による生産物であることを前面に出した高精度な時計のブランドを造り出した。

## 備考
1. ↑  cfr. tra gli altri, «Flight», January 13th 1949, pag. 53 “Flight - Archive”. 2008年11月6日閲覧。